# 2014年亚洲相互协作与信任措施会议峰会
2014年亚洲相互协作与信任措施会议峰会或称亚信第四次峰会，于5月20日至21日在上海世博中心举行，中共中央总书记、国家主席习近平主持峰会。

## 扩员
亚信第四次峰会2014年5月20日至21日在上海举行，中华人民共和国将正式接任亚信主席国，中共中央总书记、国家主席习近平主持并作主旨讲话。“亚信”共有26个成员国：中国、阿富汗、阿塞拜疆、埃及、印度、伊朗、以色列、哈萨克斯坦、吉尔吉斯斯坦、蒙古、巴基斯坦、巴勒斯坦、俄罗斯、塔吉克斯坦、土耳其、乌兹别克斯坦、泰国、韩国、约旦、阿联酋、越南、伊拉克、巴林、柬埔寨、卡塔尔、孟加拉国；13个观察员（国家或国际组织）：印度尼西亚、马来西亚、美国、乌克兰、日本、菲律宾、斯里兰卡，以及联合国、欧安组织、阿拉伯国家联盟和突厥语国家议会大会。
卡塔尔副首相艾哈迈德20日在上海正式签署了加入亚洲相互协作与信任措施会议的有关文件，成为亚信第25个成员国。
孟加拉国外长阿里·迪普穆妮同日在上海签署了《孟加拉国关于获得亚信成员国地位的备忘录》，成为亚信第26个成员国。

## 参会人员

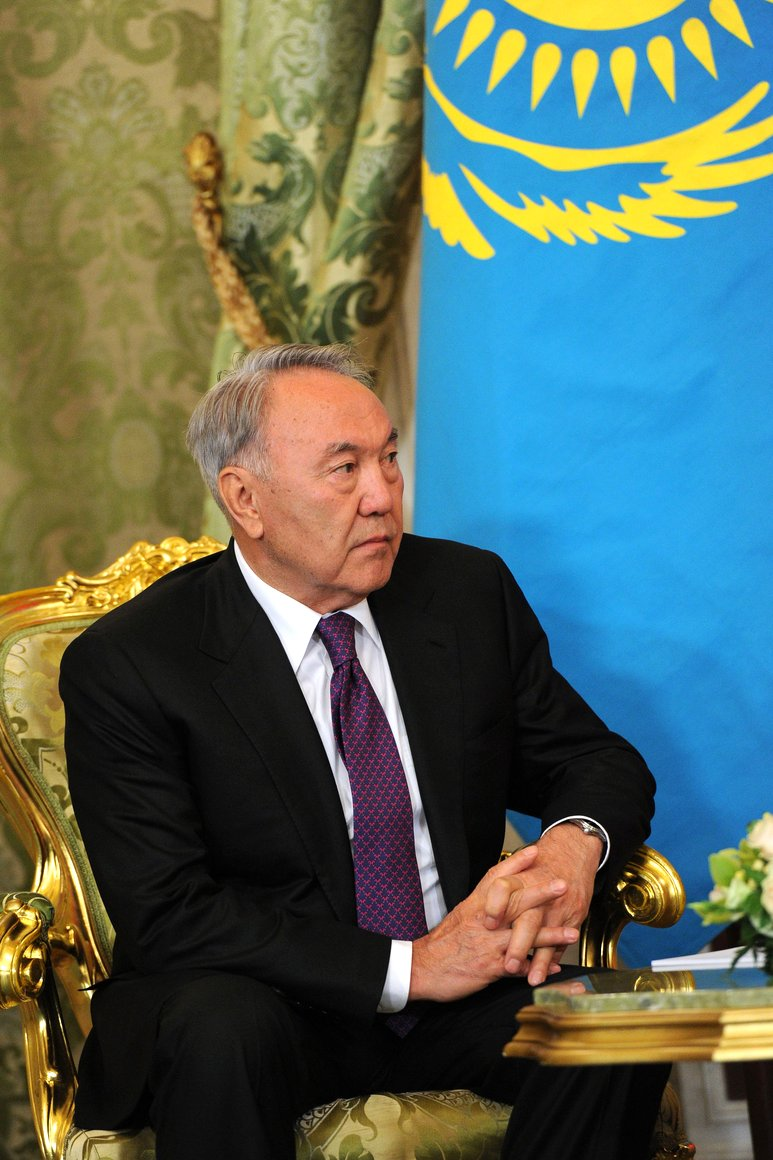
总统努尔苏丹·纳扎尔巴耶夫
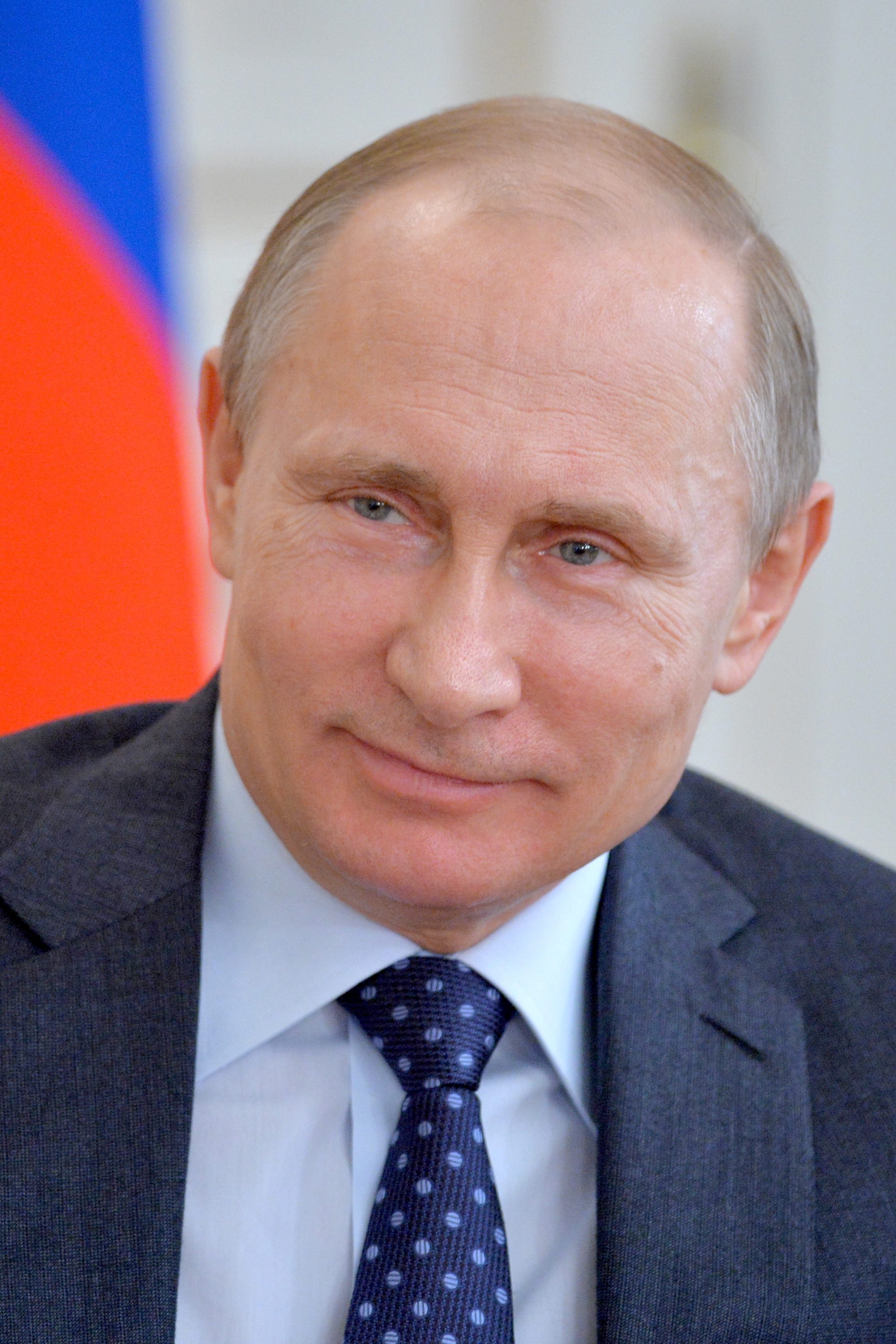
俄羅斯總統弗拉基米尔·弗拉基米罗维奇·普京
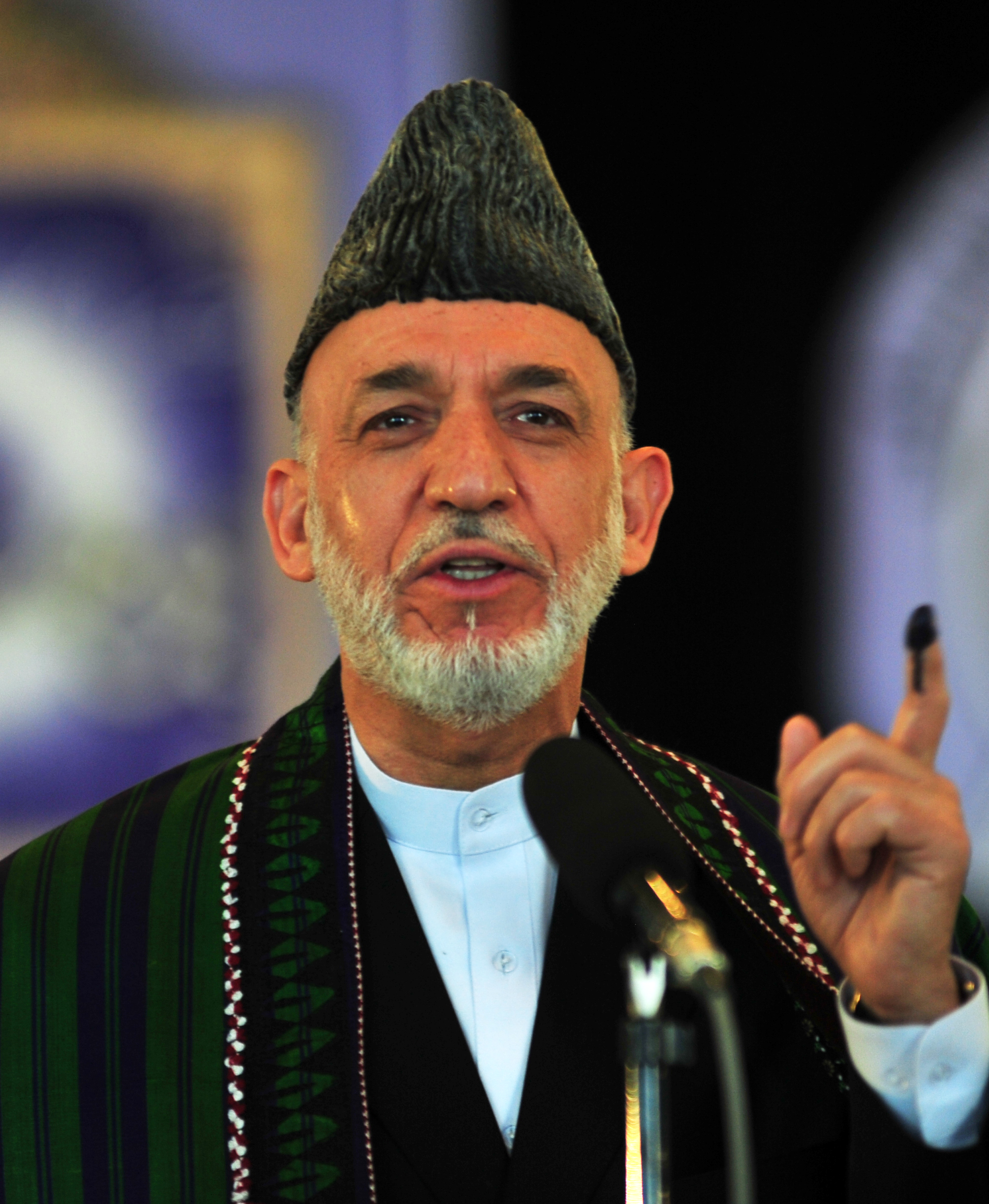
阿富汗总统哈米德·卡尔扎伊
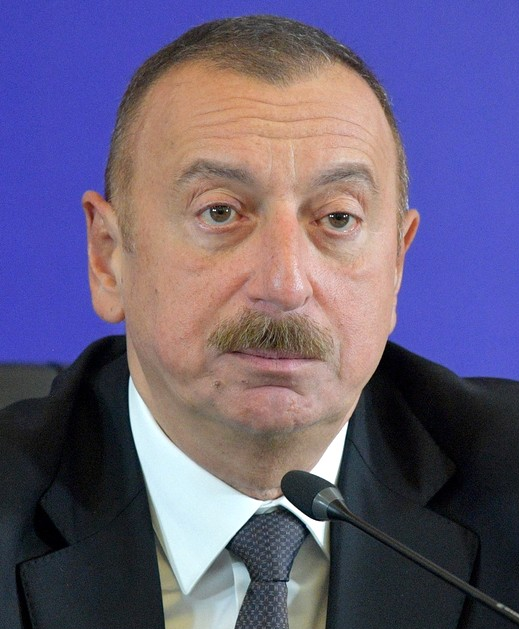
阿塞拜疆总统伊利哈姆·阿利耶夫
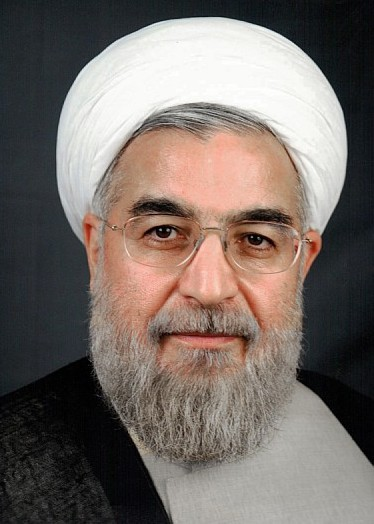
伊朗总统鲁哈尼
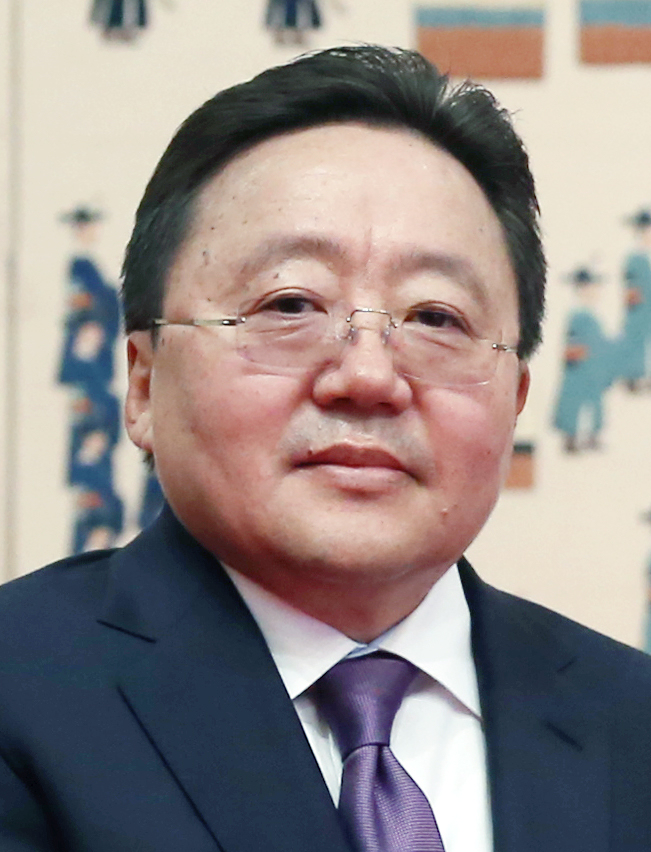
蒙古国总统额勒贝格道尔吉、
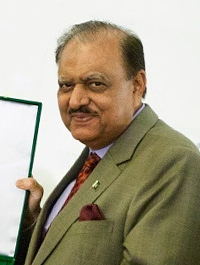
巴基斯坦總統 侯賽因
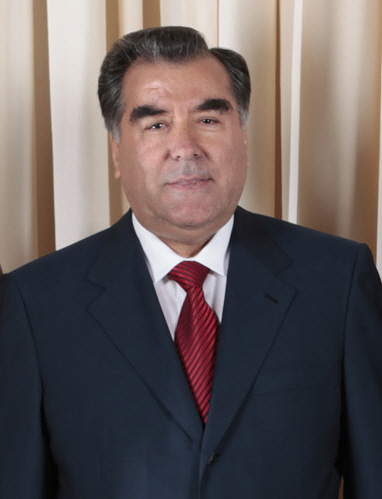
总统拉赫蒙
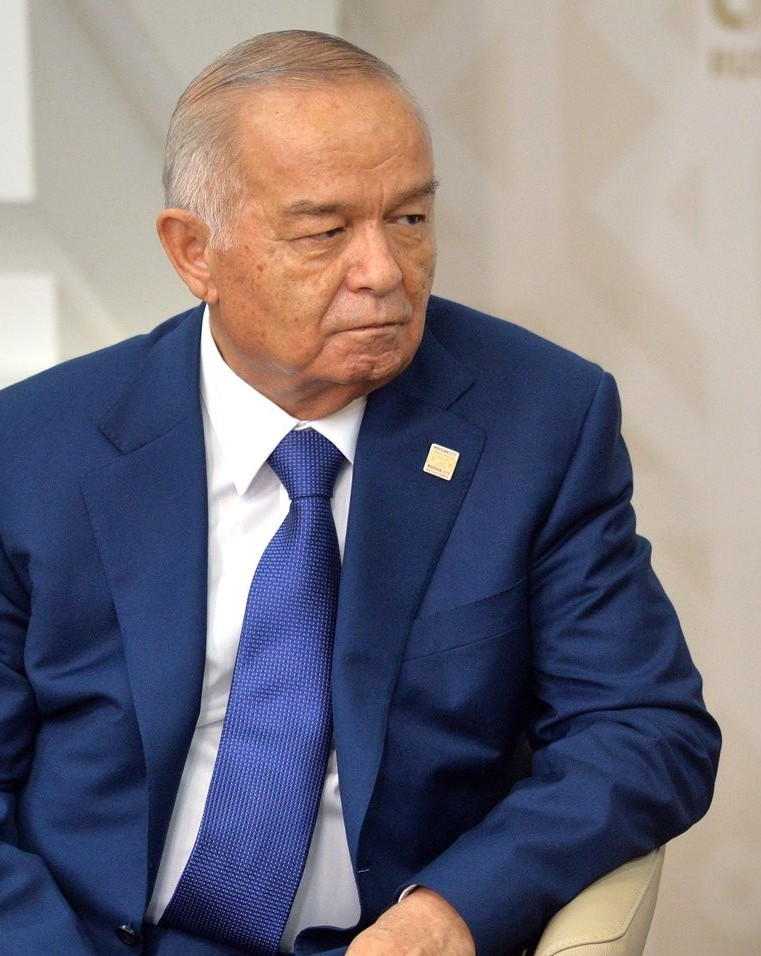
总统伊斯蘭·卡里莫夫
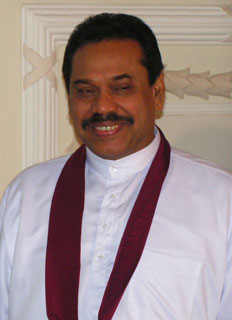
斯里蘭卡总统马欣达·拉贾帕克萨
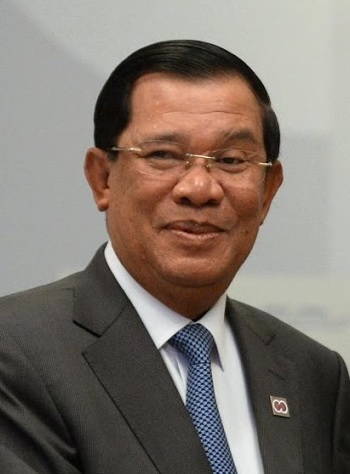
柬埔寨 首相洪森
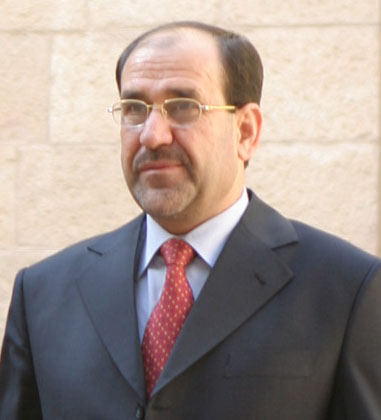
伊拉克 总理努里·马利基
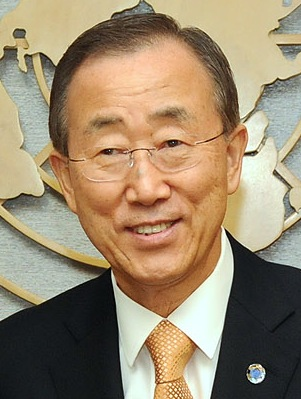
联合国秘书长潘基文
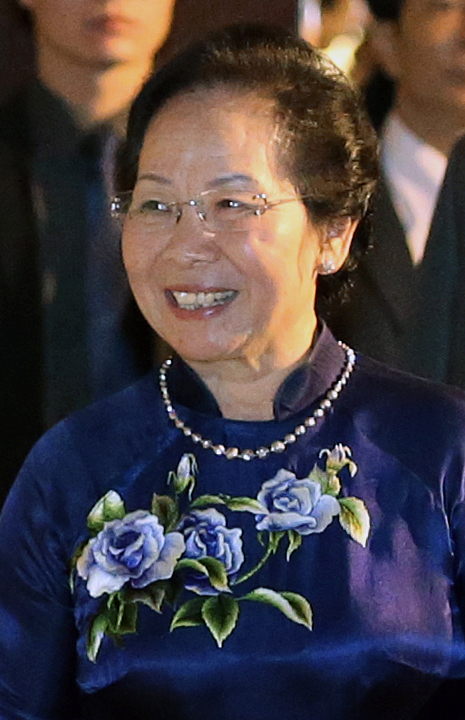
越南国家副主席阮氏缘
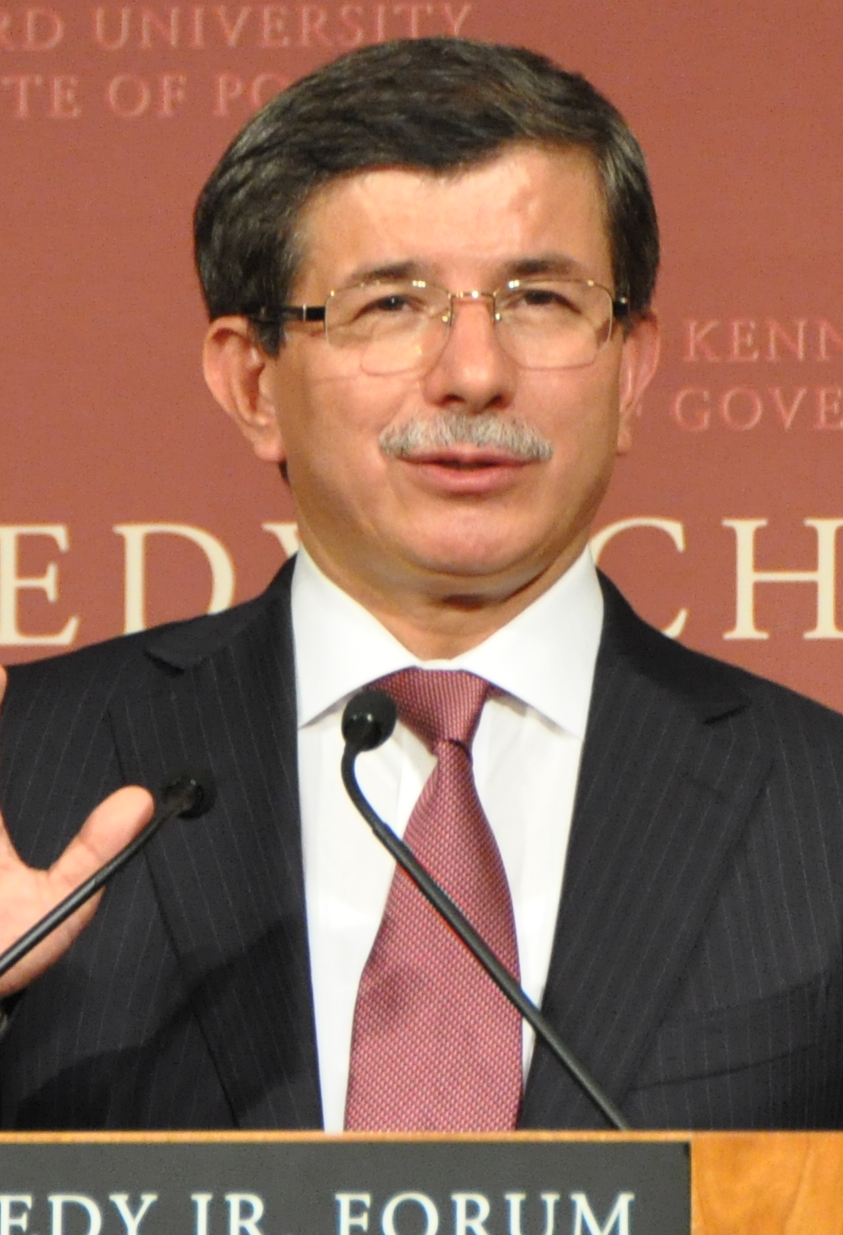
土耳其外交部长艾哈迈德·达武特奥卢

- 埃及 外交部部长助理艾哈迈德
- 第二外长林玉成
- 副外长桑宋萨
- 新加坡 总理公署兼文化、社区及青年部政务部长陈振泉
- 以色列 驻华大使马腾
- 印度尼西亞 驻华大使苏更
- 马来西亚 驻华大使伊斯甘达
- 菲律賓 驻华大使巴西里奥
- 乌克兰 驻华大使焦明
- 日本 驻华大使堀之内秀久
- 美国 驻华大使康达
- 突厥语国家议会大会秘书长阿桑诺夫
- 欧安组织秘书长代表佩斯科
- 阿拉伯国家联盟秘书长顾问哈里德
- 国际移民组织总干事斯温
- 经济合作组织秘书长阿列斯克罗夫
- 亚洲合作对话会议临时秘书处秘书长林沙军
- 集安条约组织秘书长博尔久扎
- 上海合作组织秘书长梅津采夫
- 伊斯兰合作组织伊斯兰国家统计、经社事务研究和培训中心主任巴伊
- 亚信秘书处执行主任阿尔德米尔

## 宴会
5月20日，习近平与夫人彭丽媛在上海国际会议中心举行宴会，欢迎前来出席亚洲相互协作与信任措施会议第四次峰会的各国来宾。https://web.archive.org/web/20140808201952/http://news.hefei.cc/2014/0521/024041437.shtml